# Гобсек
«Гобсе́к» (фр. Gobseck) — повість французького письменника Оноре де Бальзака, надрукована в 1830 році, відкриває епопею «Людська комедія» як частина «Сцен приватного життя». Основною темою повісті є влада грошей, а головним персонажем, навколо якого відбуваються всі події, є лихвар Гобсек.
Повість спочатку була надрукована у 1830 частинами (en ébauche) в журналі «Ля Мод» під назвою «Лихвар», потім окремим томом у видавництві мадам Делоне під новою назвою «Небезпека непослуху». У 1835 назва змінилася на «Батечко Гобсек», теперішня назва «Гобсек» утвердилася з виходом у світ «Людської комедії» в 1842.

## Теми
Повість багатопланова. На поверхні розповідь про одруження Камілли де Гранльє, доньки віконтеси де Гранльє, з графом Ернестом де Ресто, інша тема — зображення жадоби, яку уособлює лихвар Жан-Естер де Гобсек, але понад усе це картина всього суспільства, в якому панують гроші. Дія відбувається в період Реставрації Бурбонів, приблизно у 1829. Аристократія на той час повернула собі положення, втрачене під час Французької революції, але в суспільстві правили гроші. Багата буржуазія прагнула поріднитися із розореним дворянством, усе купувалося й продавалося. Саме поклоніння грошам виходить у романі на перший план.

## Сюжет
Розповідь починається в салоні поважної мадам де Гранльє розмовою господині з родинним другом адвокатом Дервілем. Адвокат чув розмову мадам та її доньки Камілли, й довідався, що Камілла закохана в молодого Ернеста де Ресто, сина Анастасії де Ресто, при народженні Горіо. Мадам де Гранльє невдоволена цим коханням, оскільки мати Ернеста розтратниця, пов'язана незаконним зв'язком з Максимом де Траєм, заради якого розпорошила сімейне майно, а отже у Ернеста немає ні доброго імені ні грошей.
Дервіль приходить на допомогу Каміллі — Ернест нещодавно зумів повернути собі родинну спадщину. Розповідь про те, як це сталося, повертає читача в часи, коли молодий адвокат-початківець Дервіль, познайомився з Жаном-Естером де Гобсеком, лихварем. Ці два персонажі з'являються в багатьох романах «Людської комедії», хоча б у вигляді згадок: «Полковник Шабер», «Розкоші та злидні куртизанок» та ін.
Дервіль познайомився з Гобсеком давно, коли вони обидва мешкали в одному дешевому пансіоні. Гобсек вже тоді жив відлюдькувато й розмовляв тільки з Дервілем, розповідаючи йому історії зі свого ремесла, приправлені цинічною філософією. Згодом Дервіль зумів викупити адвокатську практику, взявши позику в Гобсека під незначні, символічні відсотки.
Дервіль продовжує свою розповідь, оповідаючи про те, як він звів із Гобсеком франта Максима де Трая, який сподівався позичити в лихваря гроші. Гобсек відмовився дати позику графу, зважаючи на його 300 тис. франків боргів і ні сантима за душею. Максим де Трай, утім, залучив до справи жінку, свою коханку, графиню де Ресто (мати малого Ернеста де Ресто). Йому вдалося цинічними стражданнями умовити графиню взяти в Гобсека позику під сімейні брильянти (що по законам того часу належать чоловіку).
Чоловік графині, людина чесна та достойна, довідався про аферу й з'явився до Гобсека, вимагаючи повернути заставу. Гобсек радить графу сховати гроші від дружини-марнотратниці, начебто передавши майно надійній людині, в ролі якої пропонує себе. Посередником у справі виступає Дервіль.
Не отримавши від де Ресто розписки про фіктивність операції з передачею майна, Дервіль відвідує графа. Той важко хворий. Графиня де Ресто робить усе можливе, щоб не допустити адвоката до чоловіка. Вона вже розірвала стосунки з Максимом де Траєм. Не маючи змоги зустрітися з Дервілем, граф хоче передати документи сину, але графиня перешкоджає й цьому. Перед смертю графа де Ресто вона на колінах благає у чоловіка прощення, але марно. Граф помирає, а наступного дня Гобсек з Дервілем застають в його будинку страшну картину — графиня перевернула все догори ногами, шукаючи заповіт. Почувши кроки людей, вона жбурляє у вогонь документи, призначені Дервілю, внаслідок чого Гобсек стає власником усього майна покійника.
Гобсек вступив у володіння новими маєтками. Дервіль звертався до нього з благанням зглянутися над графинею та її дітьми, але лихвар цинічно відповідав, що «біда навчить» — він поверне спадщину Ернесту тільки тоді, коли той пізнає ціну грошам і людям.
Розповідь Дервіля закінчується його останнім візитом до Гобсека, коли той уже помирав. Дервіль хотів ще раз спробувати вблагати лихваря, щоб допомогти молодим закоханим. Під кінець життя жадібність Гобсека перетворилася в божевілля — його будинок став звалищем накопичених речей. Але старий скнара вже на порозі смерті. Перед смертю він заповідає все своє майно Дервілю, а замок де Ресто повертає Ернесту. Таким чином Ернест повернув свій маєток.
Вислухавши розповідь Дервіля віконтеса де Гранльє наче погоджується, якщо Ернест дуже багатий.

## Гобсек
Уже при першій зустрічі з Дервілем він був глибоким старим дуже характерним зовнішнім виглядом — з «місячним ликом, завжди гладеньким волоссям, жовті, як у тхора». Про його минуле майже нічого невідомо, але ясно, що він багато побачив і пережив. Сам він стверджує, що життєві труднощі, проблеми та невдачі зміцнюють людину, роблять її неприйнятною до нових проблем. В повісті є припущення, що Гобсек в молодості був буканьєром, тобто піратом. Через притаманні йому збиткові та непримиренні інтереси Гобсека називають «людина-вексель», «золотий істукан». Раз у тиждень він зустрічався з іншими великими лихварями. Лихварі поділяють сфери впливу (коло клієнтів кожного лихваря) — Гобсек вважається дуже поважним і обслуговує аристократію, «золоту молодь», акторів та інших марнотратників життя. Не раз ці «друзі» намагалися ошукати його, але «місяцеликий» завжди вишукано виходив з цих ситуацій. Його погляди на життя дуже цинічні, проте він вражає гострим холодним розумом, умінням безсердечно зводити рахунки.

## Екранізації
«Гобсек» двічі екранізувався в Радянському Союзі:
- 1936: «Гобсек», режисер Костянтин Еггерт.
- 1987: «Гобсек», режисер Олександр Орлов.

## Українською мовою
Українською мовою повість переклав Віктор Шовкун.
- Гобсек на сайті електронної бібліотеки Чтиво [Архівовано 19 січня 2013 у Wayback Machine.]
- Аудіокниги українською мовою: іОноре де Бальзак, Гобсек & Шагренева шкіра (1831) [MP3]
- «Гобсек» (укр.) в е-бібліотеці «ЛітАрхів» [Архівовано 15 лютого 2024 у Wayback Machine.]

## Вивчення в школі
За програмою "ЗАРУБІЖНА ЛІТЕРАТУРА" для загальноосвітніх навчальних закладів 5–9 класи (2012 р. зі змінами 2015-2017 рр.) повість «Гобсек» вивчається в 9 класі // https://mon.gov.ua/ua/osvita/zagalna-serednya-osvita/navchalni-programi/navchalni-programi-5-9-klas